# Податковий адопенгьо
Податковий адопенгьо (пенгьо) (угор. Adópengő) — додаткова грошова одиниця Угорщини в період з 1 січня по 31 липня 1946, яка використовувалася паралельно з пенге.

## Історія
Після закінчення Другої світової війни національна валюта Угорщини (пенгьо) внаслідок гіперінфляції швидко знецінилася. 1 серпня 1945 долар США коштував 1 320 пенгьо, 1 жовтня того ж року - 8 200 пенгьо, 1 грудня - 128 000 пенгьо.
Податковий пенгьо введено з 1 січня 1946 з метою стабілізації ситуації. Спочатку він прирівнювався до пенгьо і використовувався тільки банками та урядом як стабільніша одиниця розрахунку.
Це допомогло тимчасово. Спочатку був стабільнішою, ніж пенгьо, валютою. Через 3 місяці, наприкінці березня, долар оцінювався в 1 750 000 пенгьо, але приблизно 40 000 податкових пенгьо.
Проте у квітні стався обвал обох валют. До 1 травня долар коштував 59 мільярдів пенгьо або 94 мільйони податкових пенгьо.
У травні 1946 податковий пенгьо виник у готівковому грошовому обігу, було випущено бони Міністерства фінансів номіналом від 10 000 до 1 мільярда податкових пенгьо. У червні того ж року Поштово-ощадний банк випустив ощадні сертифікати в податкових пенгьо.
1 серпня 1946 запроваджено нову грошову одиницю — форинт. Податкові пенгьо обмінювалися на форинти у відсотковому співвідношенні: 200 мільйонів податкових пенгьо = 1 форинт.
| Дата            | Індекс                                          |
| --------------- | ----------------------------------------------- |
| 1-6 січня 1946  | 1                                               |
| 1-5 лютого 1946 | 1,7                                             |
| 1 березня 1946  | 10                                              |
| 1 квітня 1946   | 44                                              |
| 1-2 травня 1946 | 630                                             |
| 1 червня 1946   | 160 000                                         |
| 1 липня 1946    | 7 500 000 000 </br> (7,5 × 109 )                |
| 28 липня 1946   | 2 000 000 000 000 000 000 000 </br> (2 × 1021 ) |

## Банкноти
| Номінал              | Аверс | Реверс | Розмір      | Рік            |
| -------------------- | ----- | ------ | ----------- | -------------- |
| 10.000 Adópengő      |       |        | 136 × 83 mm | 13 червня 1946 |
| 50.000 Adópengő      |       |        | 136 × 83 mm | 30 травня 1946 |
| 100.000 Adópengő     |       |        | 136 × 83 mm | 13 червня 1946 |
| 500.000 Adópengő     |       |        | 136 × 83 mm | 30 травня 1946 |
| 1.000.000 Adópengő   |       |        | 136 × 83 mm | 30 травня 1946 |
| 10.000.000 Adópengő  |       |        | 136 × 83 mm | 18 червня 1946 |
| 100.000.000 Adópengő |       |        | 136 × 83 mm | 25 липня 1946  |